# Johanna Spyri
Johanna Spyri (registrada al nacer como Johanna Louise Heusser, Hirzel, 12 de junio de 1827-Zúrich, 7 de julio de 1901) fue una escritora suiza, conocida mundialmente por su relato infantil Heidi.

Desde la risueña y antigua ciudad de Maienfeld parte un sendero que, entre verdes campos y tupidos bosques, llega hasta el pie de los Alpes majestuosos, que dominan aquella parte del valle. Desde allí, el sendero empieza a subir hasta la cima de las montañas a través de prados de pastos y olorosas hierbas que abundan en tan elevadas tierras.

Con esta poética descripción, comienza Heidi, la más famosa de las obras de esta autora, que ha hecho las delicias de todos los niños del mundo durante varias generaciones.

## Biografía
Spyri fue la cuarta de seis hijos del médico Johann Jakob Heusser y de Meta Heusser-Schweizer. Su familia incluía personalidades de la región de Zúrich: su madre Meta Heusser era poeta, su abuelo Diethelm Schweizer-Gessner era pastor en Zúrich, su hermano mayor Jakob Christian Heusser era geólogo y mineralogista, y su sobrina Emilie Kempin-Spyri fue la primera jurista doctorada de Suiza.
Johanna Spyri creció en Hirzel, un pueblo en el cantón de Zúrich en el Zimmerberg sobre el Zürichsee. A los quince años se mudó con su tía a Zúrich, donde asistió a la escuela. En el verano de 1844, fue a un internado en Yverdon durante dos años para aprender francés. Un año después regresó y vivió hasta 1852 en Hirzel. Enseñó a sus hermanos menores y ayudó a su madre con las tareas del hogar.

En 1851, se comprometió con el jurista y editor de Zúrich Bernhard Spyri (1821-1884), quien pertenecía al círculo íntimo de amigos de Richard Wagner en Zúrich. La boda se celebró en 1852 en la Iglesia de Wollishofen. La primera vivienda de la pareja estaba en la Stadelhoferstrasse 22 en el Kleinen Baumwollenhof.

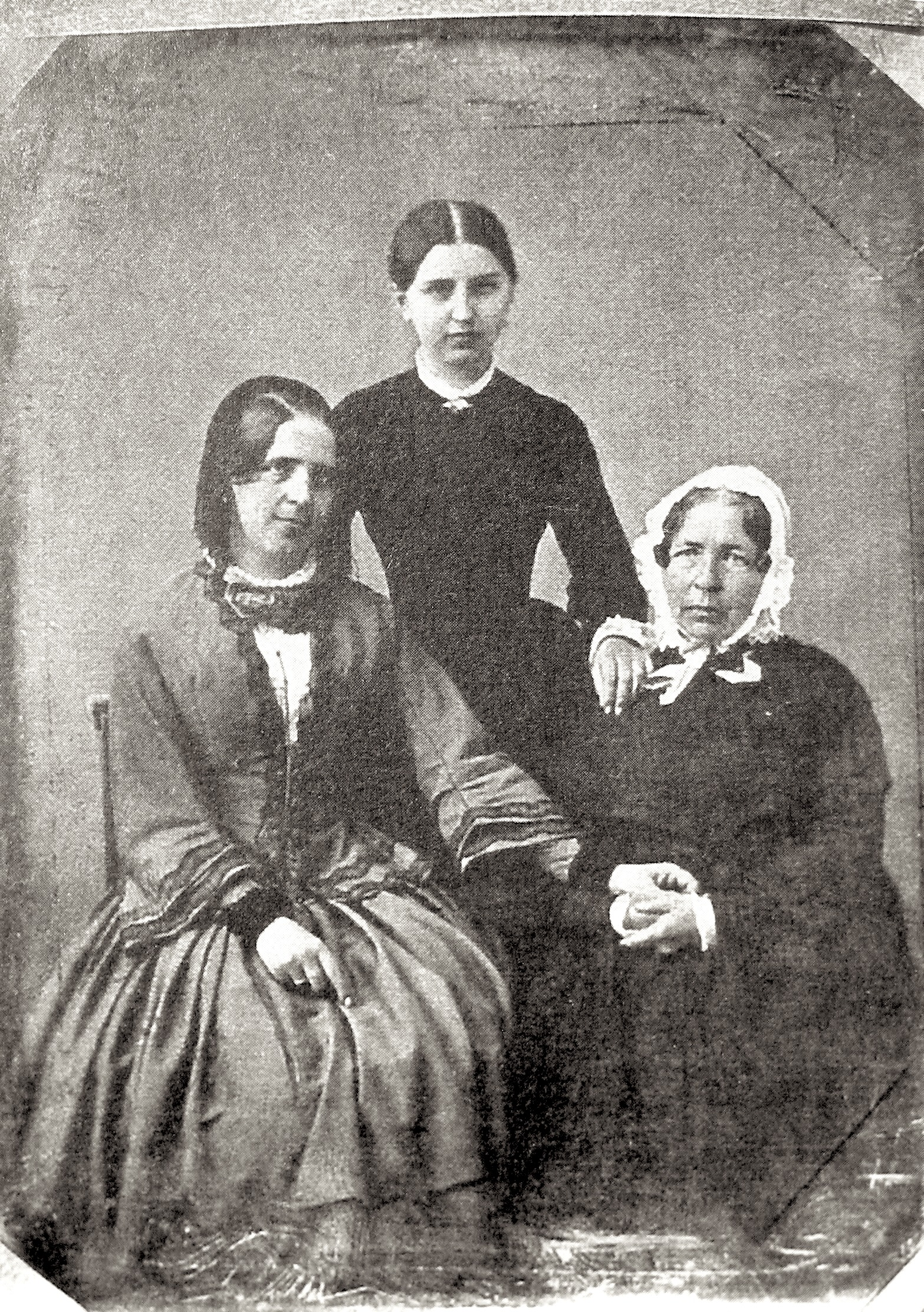
Johanna con su madre y su hermana menor Meta
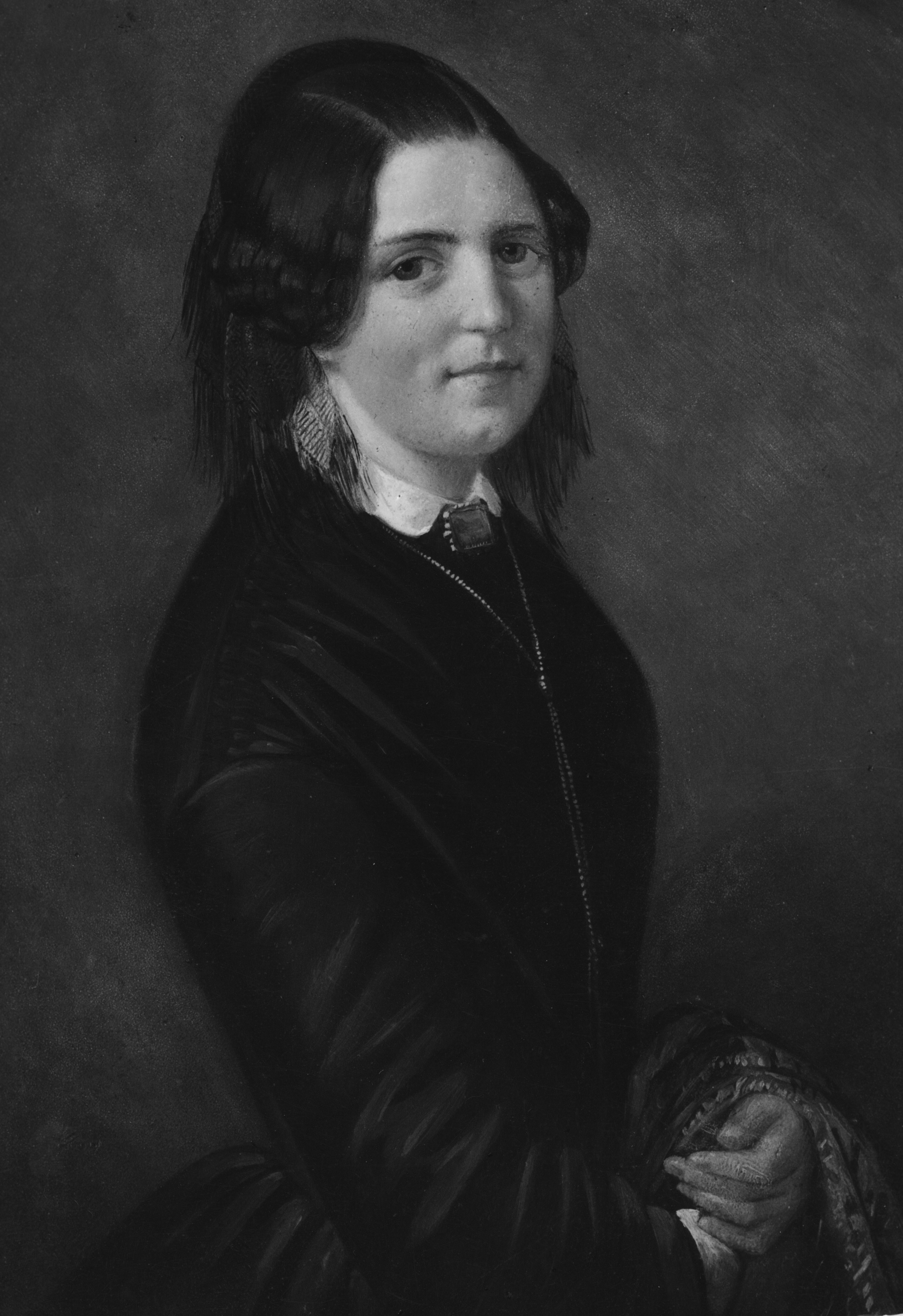
A la edad de 21 años, pintura de su amiga Anna Susanna Fries
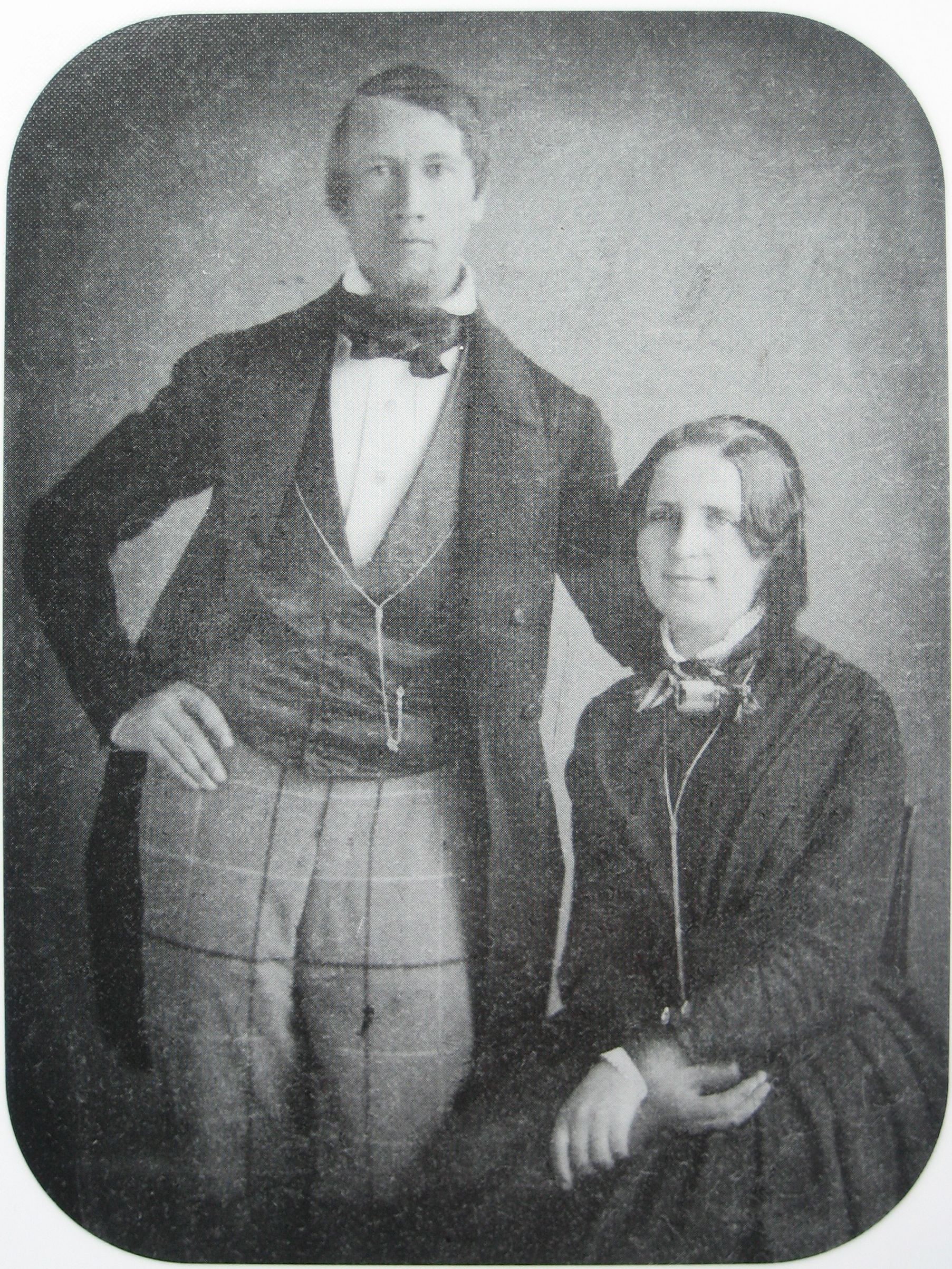
Bernhard Spyri y Johanna Heusser en 1852
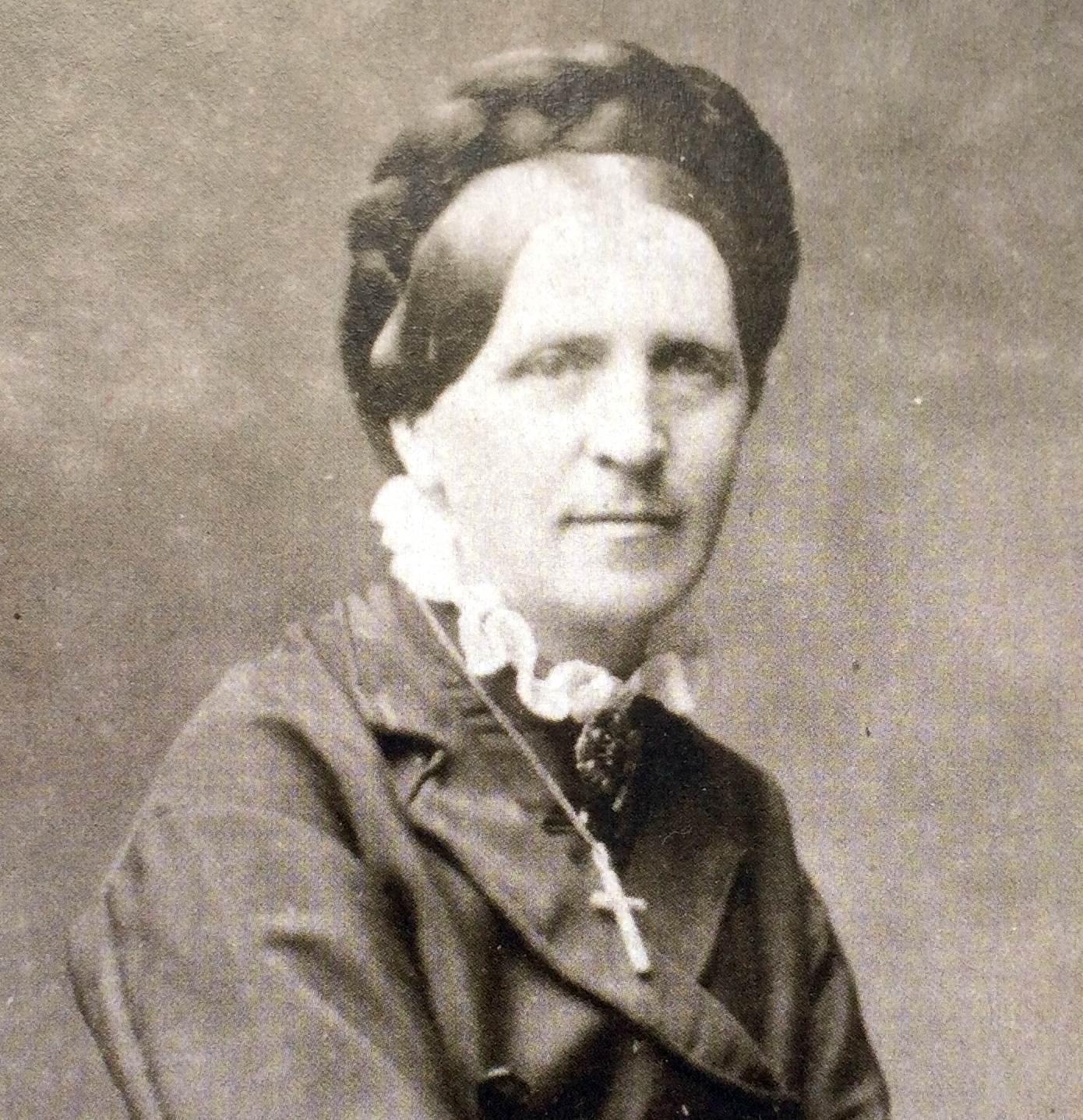
Johanna Spyri
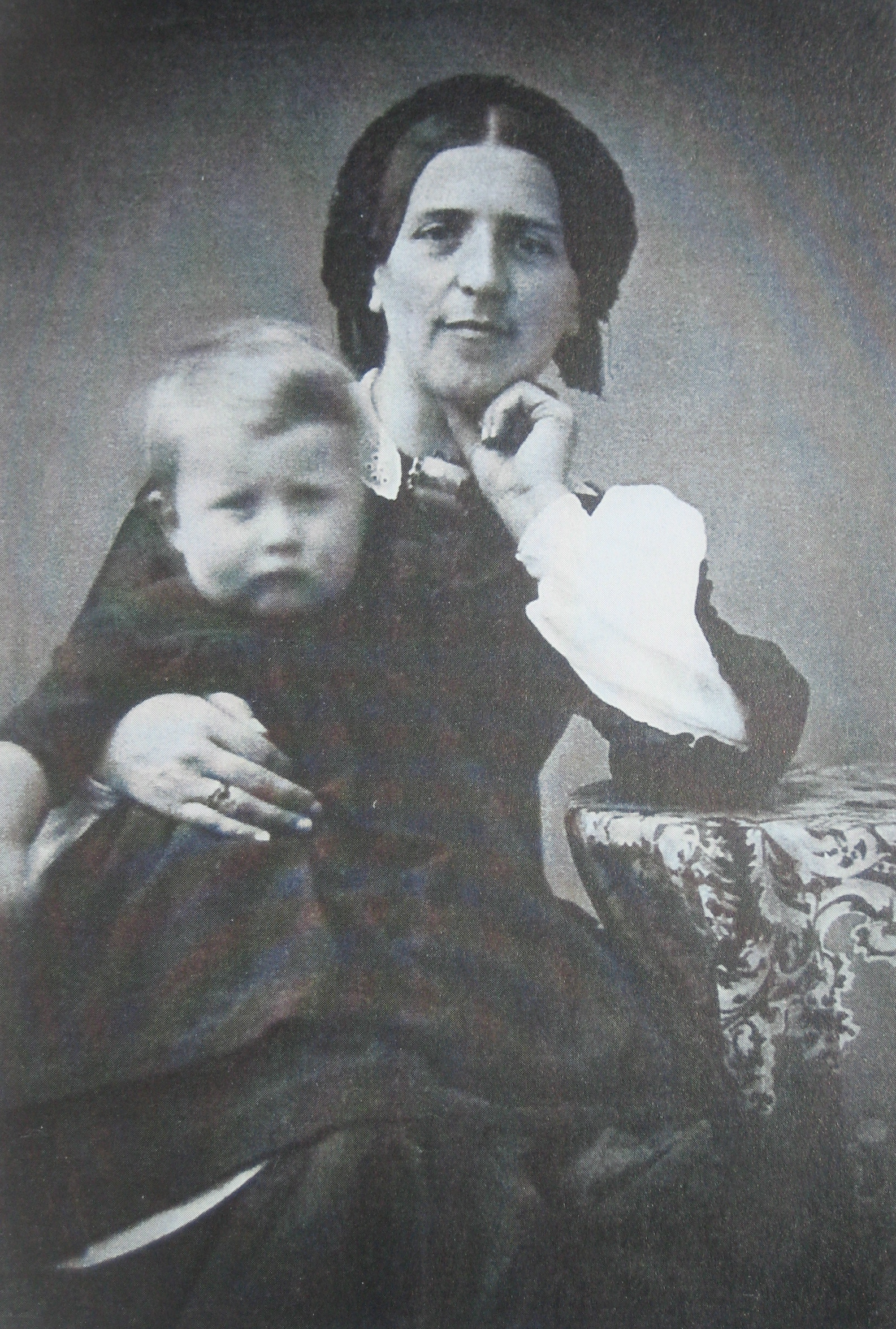
Con su hijo Bernhard

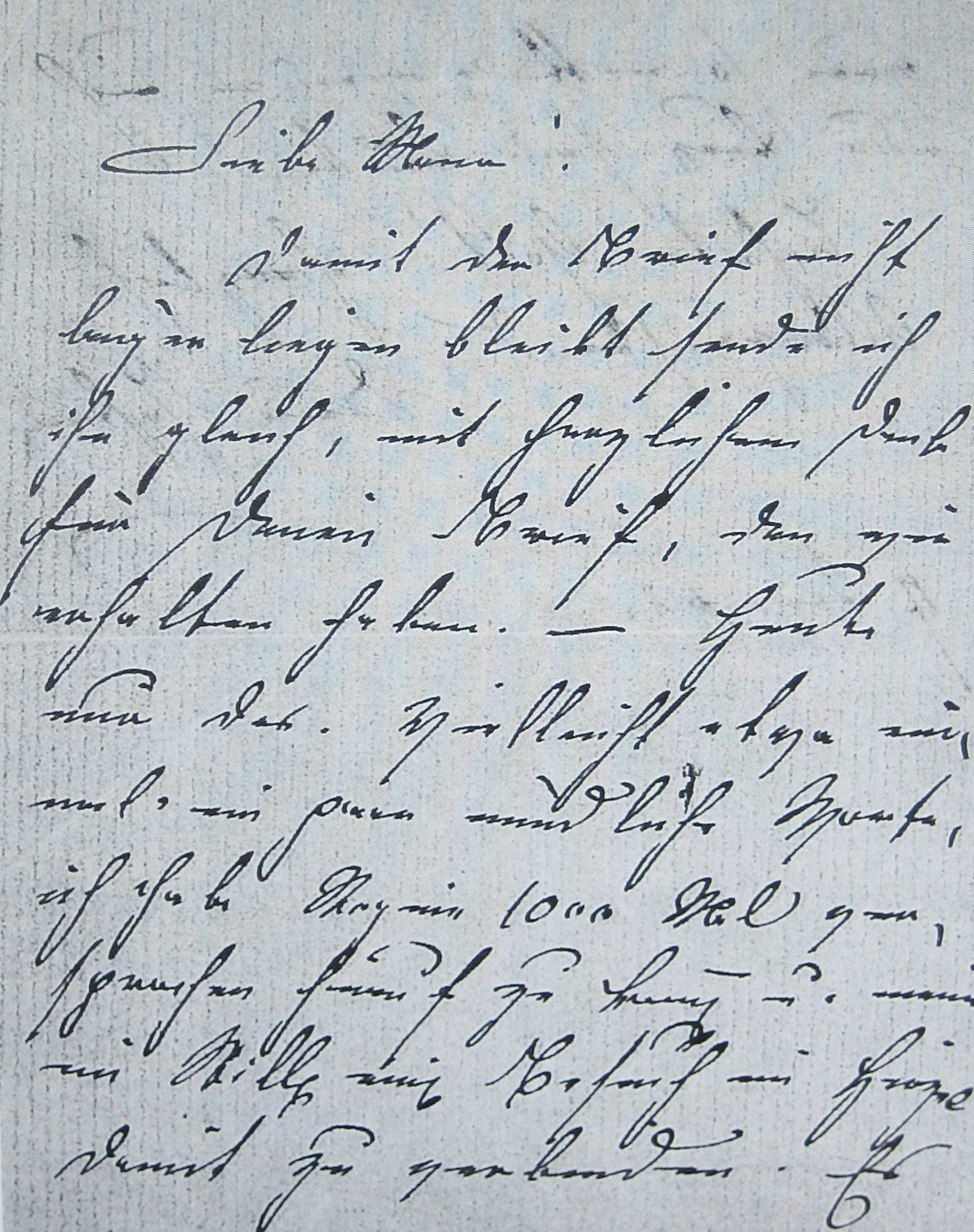
Manuscrito de Spyri; carta a su madre

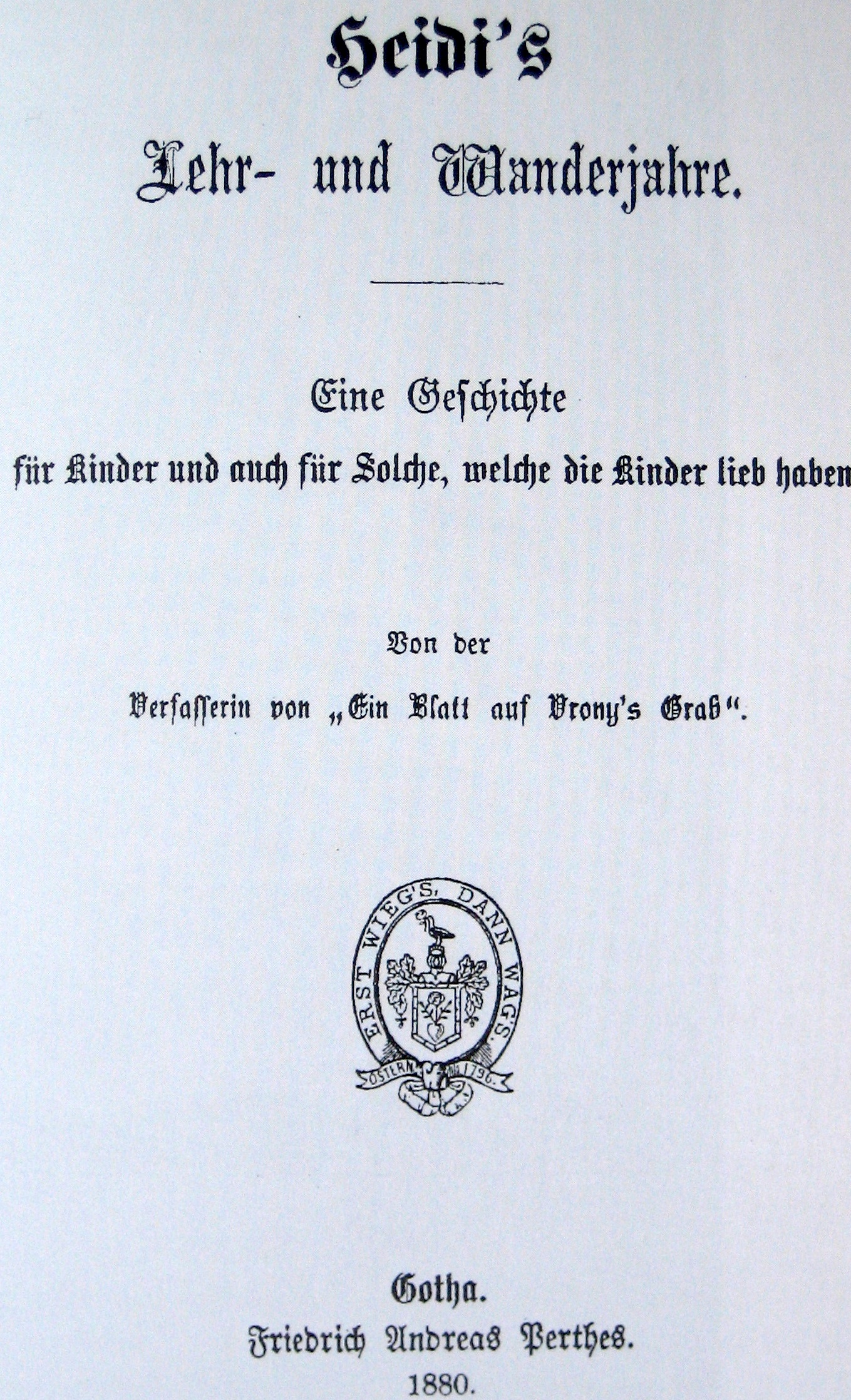
Primera edición de «Heidi»

En 1855 nació el único hijo de Spyri, Bernhard Diethelm. Durante el embarazo, Johanna sufrió una profunda depresión, que duró años. En septiembre, la familia se mudó al Hirschengraben 10, a la casa Zum liegenden Hirschli. Tres años después, Bernhard Spyri compró el Bremerhaus en Hirschengraben 6. Tras ser nombrado secretario municipal, la familia se mudó en 1868 al Ayuntamiento en Kratzplatz.
El matrimonio de los Spyris no fue feliz. Spyri encontró consuelo en su profunda amistad con Betsy Meyer, la hermana de Conrad Ferdinand Meyer.

### Época en Bremen

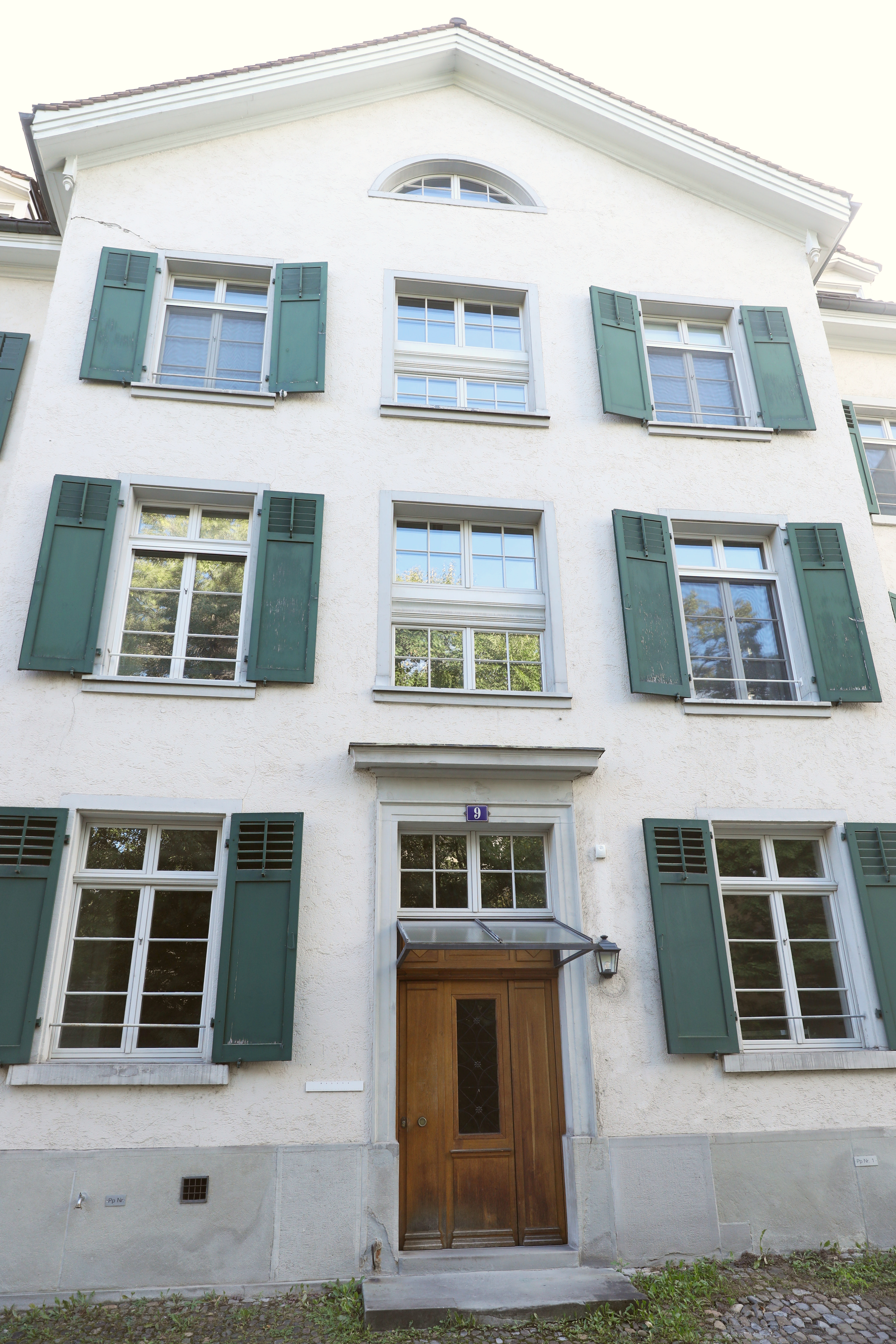
Antigua casa de Johanna Spyri en Hottingen

La madre de Spyri estaba relacionada con Johann Wichelhausen de Bremen († 1818); además, a través de su esposo, era amiga del jurista de Bremen Hans Heinrich Spöndlin (1812-1872) y del pastor de la Liebfrauenkirche de Bremen Cornelius Rudolph Vietor (1814-1897). Fue Vietor quien animó a Johanna Spyri a escribir por primera vez. Ella lo visitó en Bremen y Vietor visitó frecuentemente Zúrich; incluso envió a sus hijas a la familia Spyri por un año. Pastor Vietor la impulsó a publicar algunas edificantes narraciones en Bremen a través de las imprentas Hilgerloh y luego C. E. Müller. Su primera narración "Ein Blatt auf Vrony’s Grab" se publicó en Bremen en 1871 y fue un gran éxito. Narra la historia de una mujer maltratada por su esposo alcohólico, que se resigna a su destino rezando, como el pastor le aconsejó. En Bremen siguieron las historias "Nach dem Vaterhaus", "Aus früheren Tagen", "Ihrer keins vergessen" y "Verirrt und gefunden". Las narraciones se publicaron bajo el seudónimo "J.S." y no tuvieron mucho éxito.

### Señora Secretaria Municipal en Zúrich
En 1875, "Frau Stadtschreiber Spyri" fue nombrada en la comisión de supervisión de la escuela secundaria para niñas en Zúrich, donde trabajó hasta 1892.
Su primer libro para niños, "Heimathlos", contenía las historias "Am Silser- und am Gardasee" y "Wie Wiseli’s Weg gefunden wird", publicado en 1878 por F. A. Perthes en Gotha. En el libro no figuraba Johanna Spyri como autora, sino "Von der Verfasserin von ‹Ein Blatt auf Vrony’s Grab›". Por primera vez en la cubierta apareció la nota "Eine Geschichte für Kinder und auch für Solche, welche die Kinder lieb haben", que se encuentra en casi todas las ediciones de Spyri.

### Éxito con "Heidi"
Poco antes de Navidad de 1879, también se publicó por F. A. Perthes Heidis Lehr- und Wanderjahre, que fue un gran éxito inmediato y permitió a Johanna Spyri disfrutar de una vida cómoda en su vejez. En 1881 se publicó el segundo volumen Heidi kann brauchen was es gelernt hat. "Heidi" fue traducido a más de 50 idiomas. El libro ha sido adaptado varias veces al cine. Se debate la afirmación del germanista Peter Büttner (2010) de que Johanna Spyri utilizó la narración "Adelaide, das Mädchen vom Alpengebirge" (1830) de Hermann Adam von Kamp como inspiración para sus libros "Heidi".

### Familia
- Su esposo Bernhard Spyri (* 21 de septiembre de 1821; † 19 de diciembre de 1884 en Zúrich), hijo de Johann Bernhard Spyri de Amlikon, se convirtió en ciudadano de Hirzel en 1844 y de Zúrich en 1854. Era jurista, abogado y redactor del periódico Eidgenössischen Zeitung. Fue miembro del Consejo Cantonal en dos ocasiones y fue consejero legal de la ciudad de Zúrich de 1859 a 1868.[4]
- Su hijo Bernhard Diethelm Spyri (* 17 de agosto de 1855 en Zúrich; † 3 de mayo de 1884) estudió derecho en Zúrich, Leipzig y Göttingen. Fue secretario de la Sociedad Comercial de Zúrich y viajó en 1881/1882 a Argentina para visitar a su tío Christian Heusser, el hermano de su madre. Enfermó gravemente y buscó recuperación en 1883/1884 en el Lago Mayor y en Pisa.
- Su sobrina Emilie Kempin-Spyri (1853–1901) fue la primera mujer suiza en obtener un doctorado y una habilitación en derecho en Suiza. Como mujer, no se le permitió ejercer como abogada; se trasladó a Nueva York, donde enseñó en una escuela de derecho para mujeres que ella misma fundó.

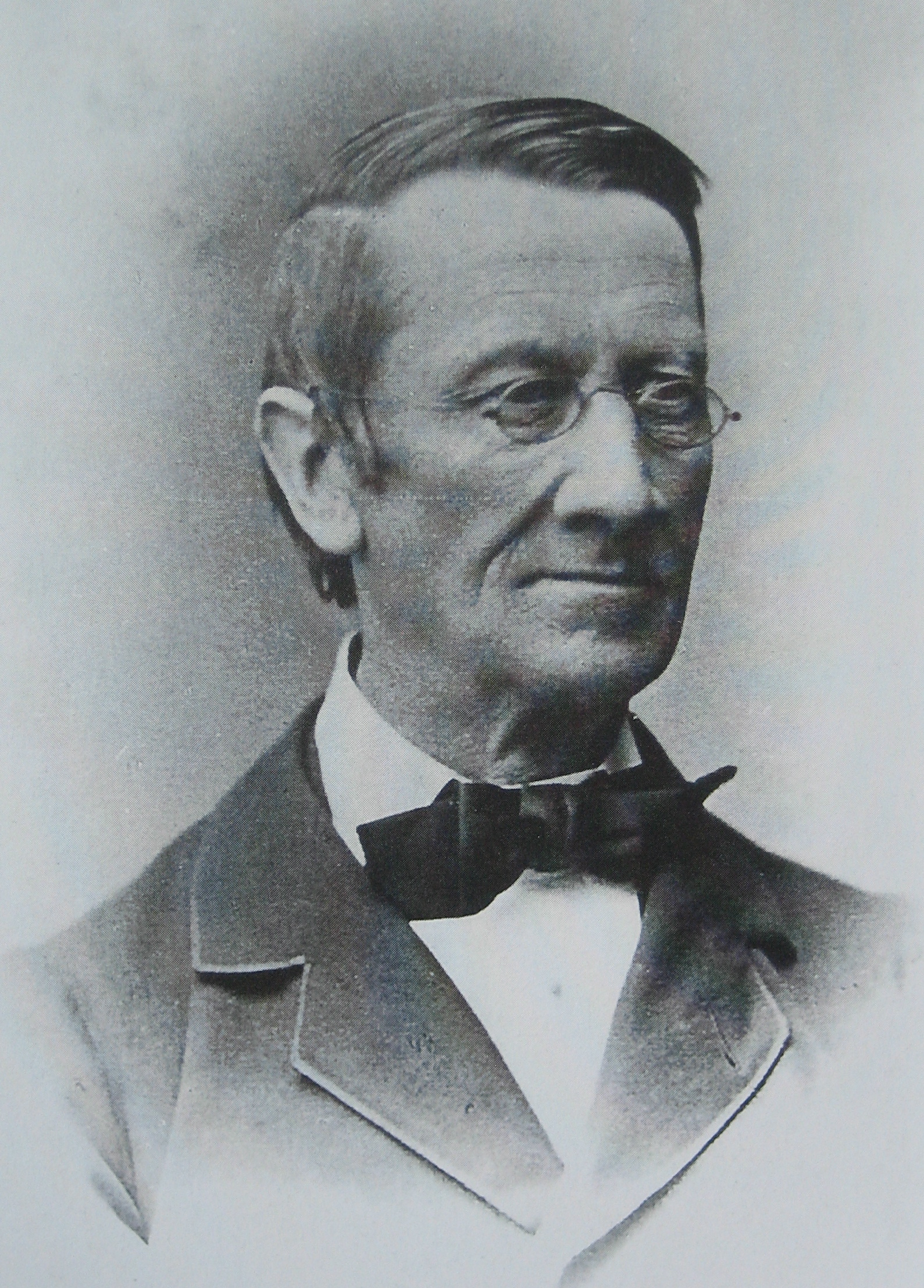
Bernhard Spyri
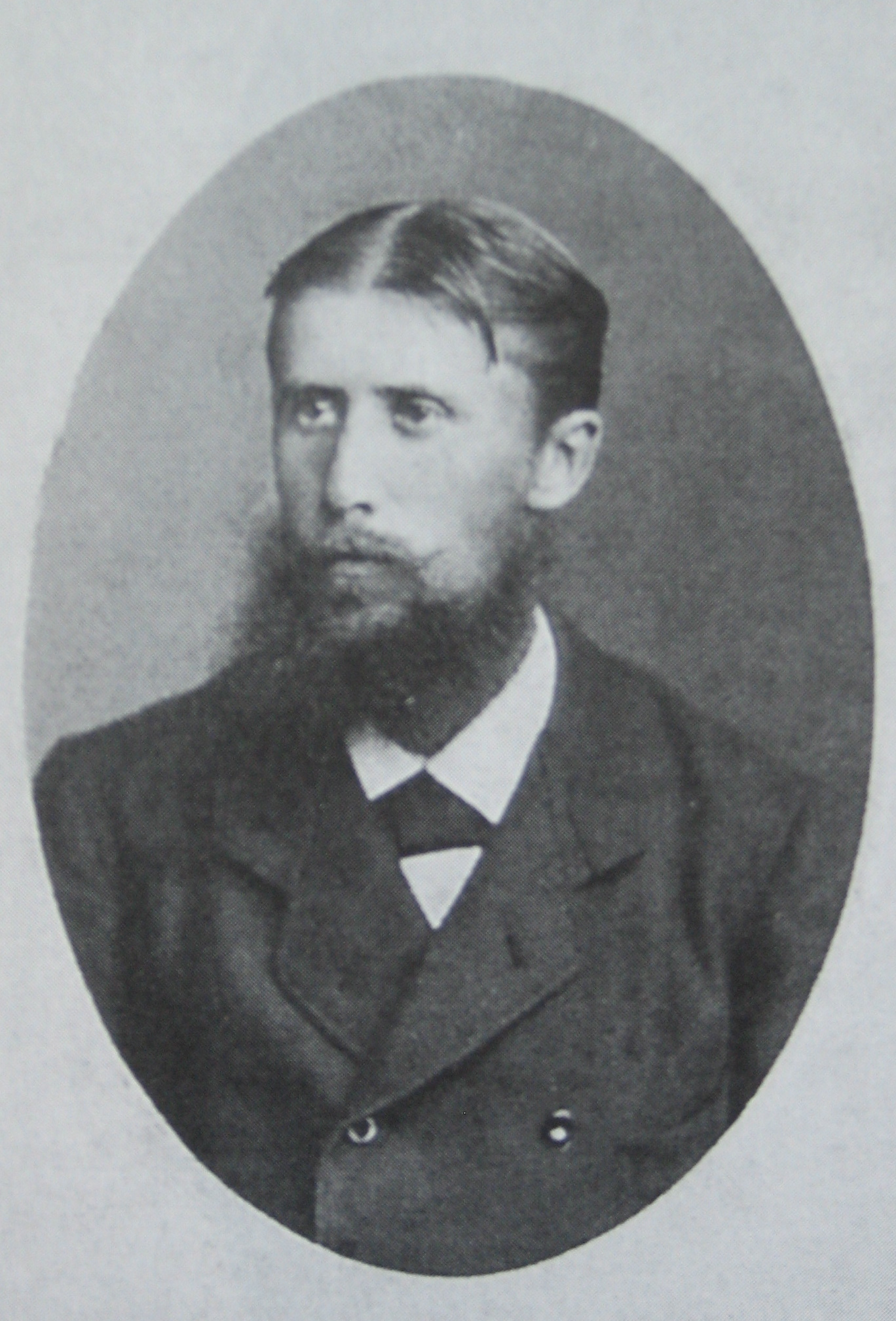
Bernhard Diethelm Spyri
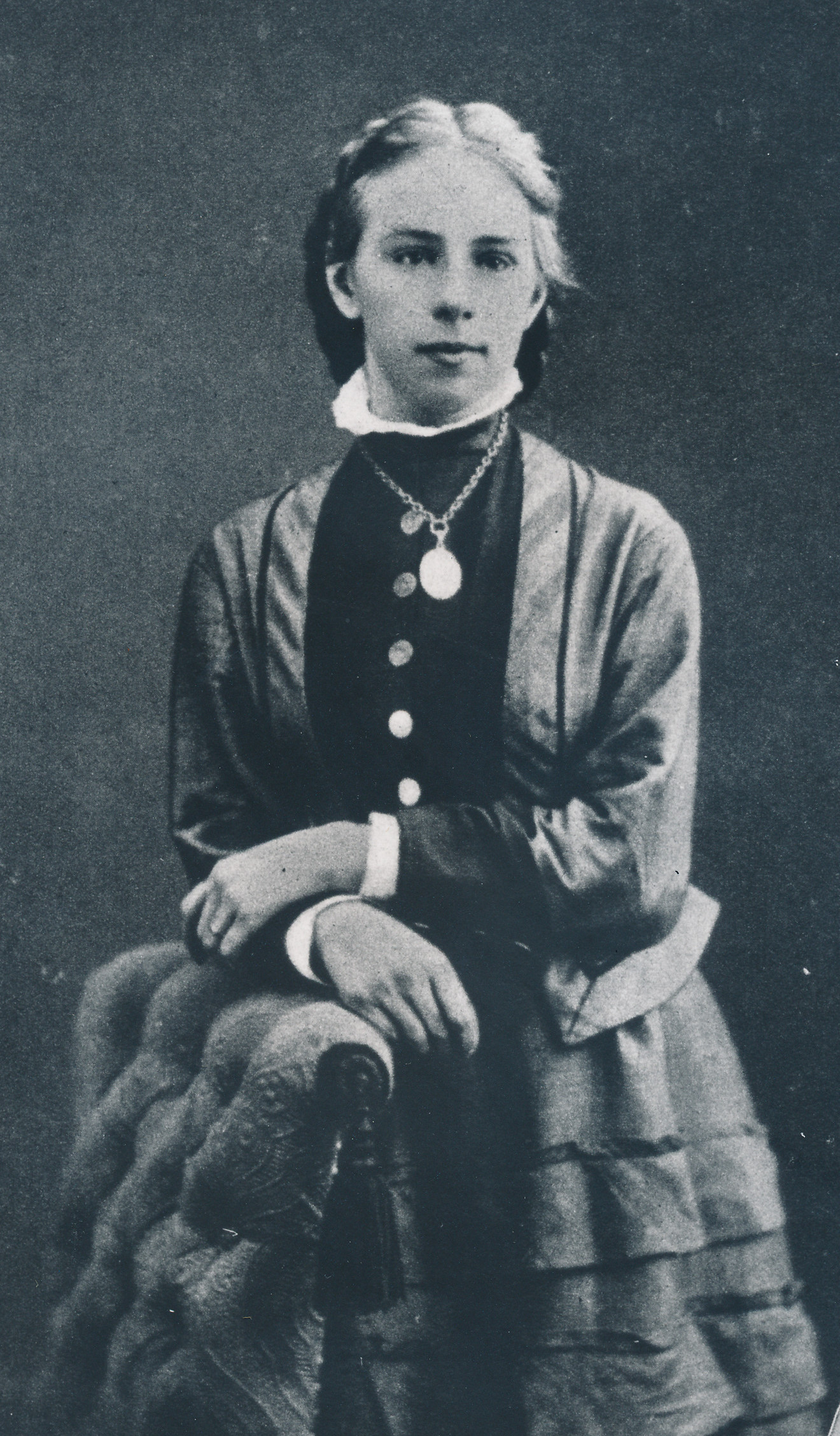
Emilie Kempin-Spyri, aproximadamente 1885

### Los últimos años
Después de la muerte de su esposo, en abril de 1885, Spyri se mudó por un año al número 48 de la Bahnhofstrasse en Zúrich, en la esquina con la Augustinergasse, y luego a los Escherhäuser en el Zeltweg 9, donde vivió hasta su fallecimiento. Durante sus últimos años, escribió y viajó mucho. Mantuvo un contacto regular de amistad con Conrad Ferdinand Meyer. Cuando enfermó de cáncer en 1901, fue tratada por la primera médica suiza, Marie Heim-Vögtlin.

Spyri fue enterrada en el cementerio Sihlfeld de Zúrich (tumba número PG 81210).

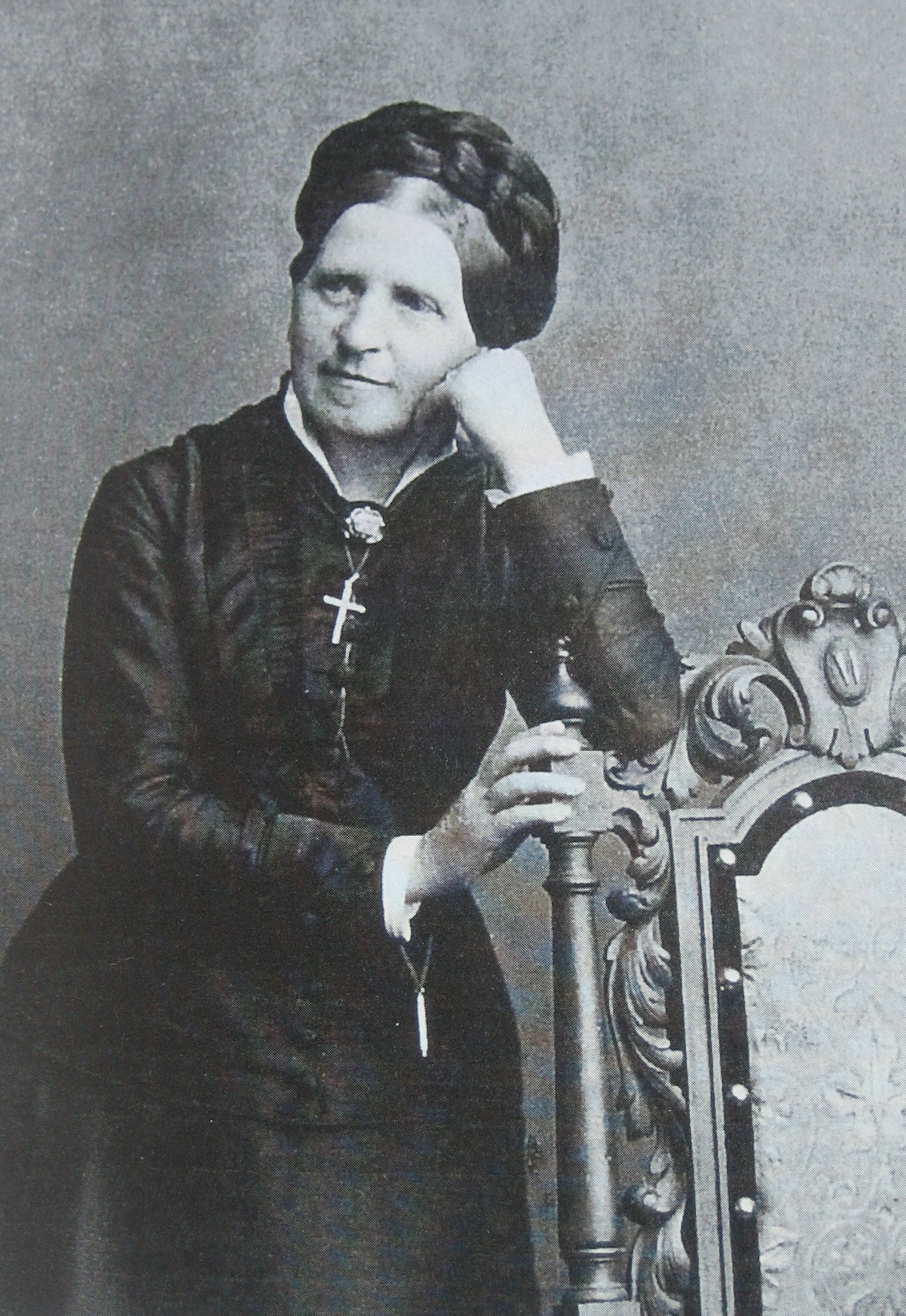
Johanna Spyri hacia 1890
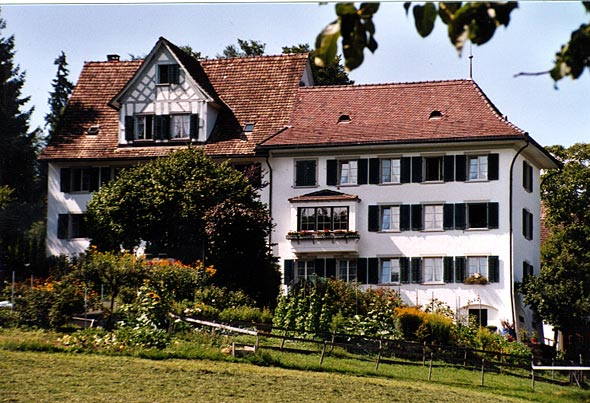
Casa natal en Hirzel
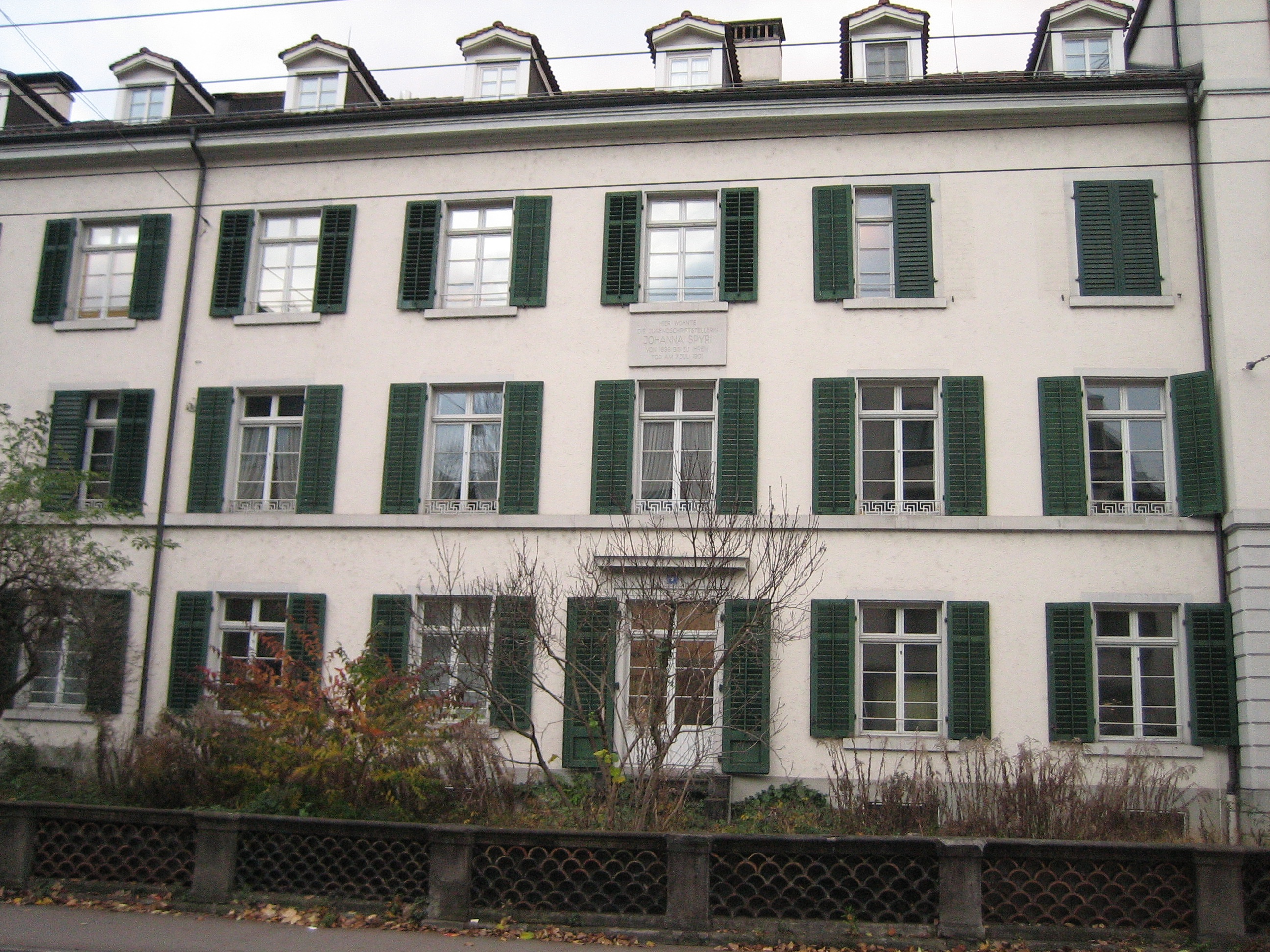
La casa de Johanna Spyri en Zeltweg
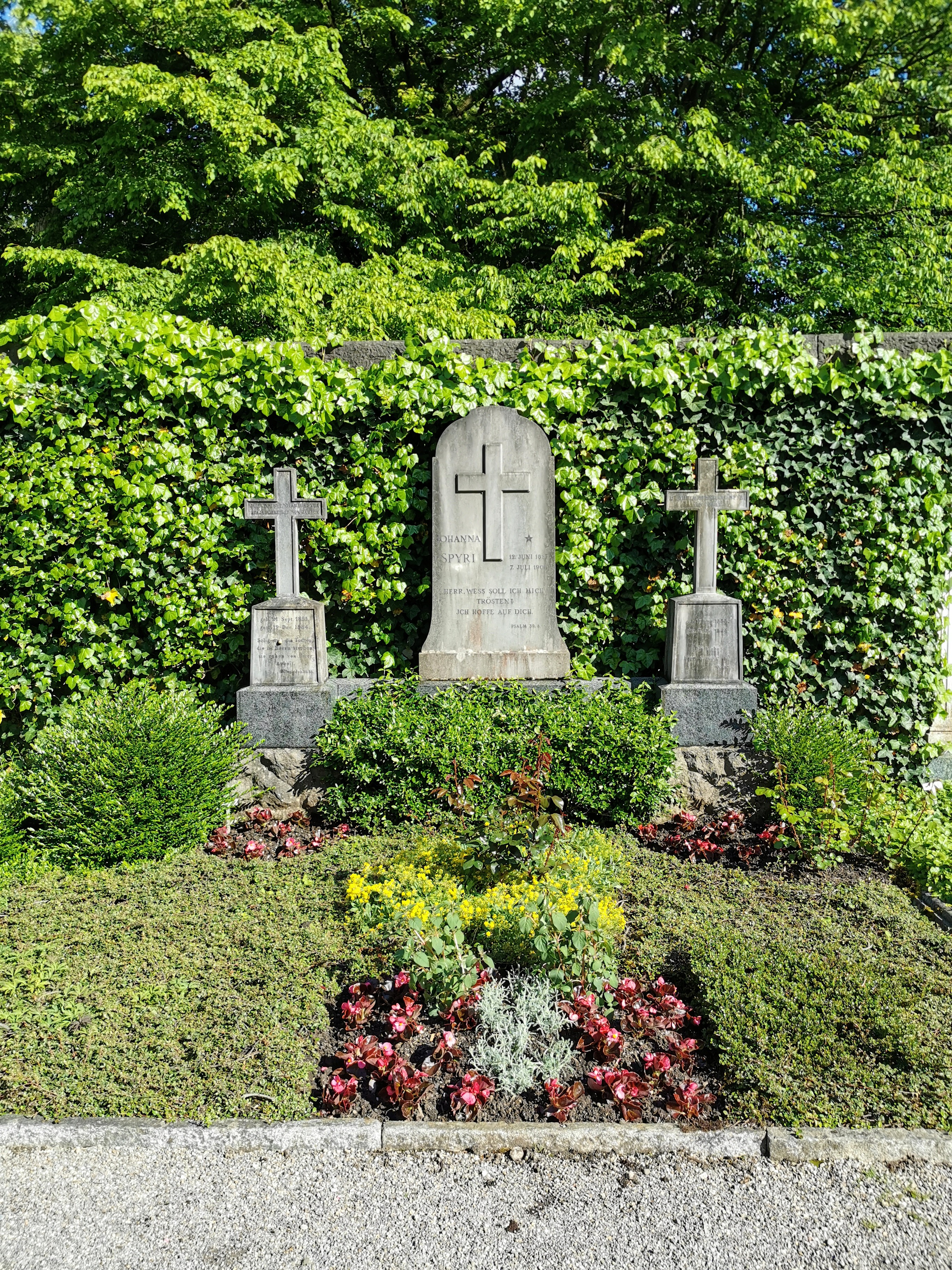
La tumba de Johanna Spyri en el Cementerio Sihlfeld

## Legado
Suiza siente verdadero orgullo de Johanna Spyri y su obra y las ha homenajeado en múltiples ocasiones en sellos postales y moneda. Su escuela «Alten Schulhaus» aún se conserva y se ha convertido en un museo que cuenta la vida y logros de la autora.  Evidentemente, Heidi resultó a todas luces más famosa que su creadora ya que es, sin lugar a dudas, uno de los personajes más conocidos de la literatura suiza en general y de la literatura infantil en particular. No solo es una figura literaria, un personaje de ficción, sino que es la encarnación alegórica de la sociedad suiza pues representa la naturaleza intacta de los Alpes con sus praderas, montañas y paisajes idílicos.
Además de la serie de "Heidi", otros libros de la autora son: Grittli, Jörli, La pequeña salvaje, El lago de los ensueños, Luisita, Sin patria, Sina y Perdido y encontrado.
En 2023 se dio a conocer que sus archivos habían sido incluidos en el registro documental “Memoria del Mundo” de la Organización de las Naciones Unidas para la Educación, la Ciencia y la Cultura (Unesco).